# توماس بيري
كان توماس بيري، عضو رهبان آلام يسوع، الحائز على درجة الدكتوراه (9 نوفمبر 1914 – 1 يونيو 2009) مؤرخًا ثقافيًا ومختصًا في أديان العالم، وبشكل خاص التقاليد الآسيوية. درس فيما بعد تاريخ الأرض وتطورها، وقد أطلق على نفسه لقب «جيولوجي». رفض لقب «لاهوتي» أو «لاهوتي بيئي» لأنه لقب محدود جدًا، ولا يصف دراساته الثقافية في تاريخ الأديان. انجذب في وقت مبكر للاستجابة للأزمة البيئية والمناخية، واقترح الحاجة إلى «رواية جديدة» للتطور في عام 1978. اقترح في هذا المقال أنّ الفهم العميق للتاريخ وطريقة عمل الكون المتطور عبارة عن عامل إلهام ضروري ودليل لتأدية أدوارنا بشكل فعال باعتبارنا أفراد وأنواع.
يعتقد بيري أنّ البشرية في مرحلة تأهب لتلعب دورًا جديدًا كجزء حيوي من مجتمع الأرض الأكبر المتكاتف الذي يتألف من «اجتماع الأفراد وليس مجموعة الأشياء» وذلك بعد أجيالٍ قضت في تخريب الكوكب. وقد شعر أننا كنا عند نقطة تحول حساسة، منتقلين من حقبة الحياة الحديثة إلى الدخول في مرحلة تطورية جديدة، والتي ستكون إمّا حقبة الحياة البيئية التي تتميز بعلاقات متبادلة معززة بين الأرض والإنسان، أو حقبة الحياة التقنية، وفيها نسيطر على الكوكب ونستثمره من خلال براعتنا التكنولوجية.
قال بيري أنّ تحوّل أولويات البشرية لن يأتي بسهولة. وهو يتطلب ما أطلق عليه «العمل العظيم» -وهو ما يمثل عنوان أحد كتبه- ويتمثل في أربعة ميادين مؤسساتية: النظام السياسي والقانوني، والعالم الاقتصادي والصناعي، والتعليم، والدين.

## سيرة حياته
ولد لوالده ويليام بيري ووالدته بيس بيري في غرينزبورو بولاية كارولاينا الشمالية في عالم 1941، وكان بيري الطفل الثالث من بين ثلاثة عشر طفلًا. أسس والده شركة بيركو للوقود في عام 1924. شهد تجربة عيد الغطاس في مرج أخضر عندما كان في الحادية عشر من عمره، وهذا ما أصبح نقطة مرجع رئيسية لبقية حياته. وضح هذه التجربة لاحقًا في مجموعة من «اثني عشر مبدئًا لفهم الكون»، الذي أصبح أساس مساهماته في فقه الأرض. استندت هذه المبادئ على هذا المنظور: 
«يشكِّل الكون، والنظام الشمسي، وكوكب الأرض في حد ذاتهم وفي نشوئهم التطوري بالنسبة للمجتمع البشري الوحي الأساسي لهذا الغموض النهائي والذي منه انبثقت كل الأشياء إلى الوجود».
دخل بيري ديرًا لرهبان آلام يسوع في عام 1933، حيث تبنى اسم توماس على اسم توماس الأكويني (توما الأكويني). رُسم قس في عام 1942. بدأ دراسة التاريخ الثقافي وبشكل خاص أديان العالم.
استلم شهادة الدكتوراه في التاريخ من الجامعة الكاثوليكية الأمريكية، وكانت أطروحته حول فلسفة التاريخ لجيامباتيستا فيكو. درس بعد ذلك اللغة الصينية والثقافة الصينية في الصين، وتعلم اللغة السنسكريتية من أجل دراسة الهندوسية. نشر كتابًا بعنوان أديان الهند وواحدًا آخر بعنوان البوذية. درّس الأديان الهندية في جامعات نيوجيرسي ونيويورك (1956 -1965). أصبح بعد ذلك المؤسس والمشرف على برنامج الدراسات العليا في تاريخ الأديان في جامعة فوردهام (1966 -1979). أشرف هناك على أكثر من عشرين أطروحة دكتوراه. أسس خلال هذه الفترة وأشرف على مركز ريفرديل للأبحاث الدينية في ريفرديل، نيويورك (1970 - 1955).
بالإضافة إلى الأديان الآسيوية، فقد درس وعلَّم صفوفًا في ثقافات الأمريكيين الأصليين والشامانية. ساعد في برنامج تعليمي لشعوب قبيلة تبولي في جنوب كوتاباتو، وفي جزيرة ميندناو في الفيليبين.
تطور بيري إلى مؤرخ للأرض وعملياتها التطورية، مع العلم أن بداياته الأكاديمية كانت كمؤرخ لثقافات وأديان العالم. تأثر بعمل العالم اليسوعي بيير تيلار دي شاردان، وشغل منصب رئيس جمعية تيلار الأمريكية (1975 -1987).

## التعليم
تعلم في الجامعة الكاثوليكية الأمريكية.

## روابط خارجية
- توماس بيري على موقع IMDb (الإنجليزية)